# 滝川綾
滝川 綾（たきがわ あや、1987年1月11日 - ）は、日本の元グラビアアイドル、元タレント。旧所属事務所はマリエ・エンタープライズ。旧芸名：AYA。千葉県出身。夫はプロサッカー選手の長谷川アーリアジャスール。

## 略歴
- 「ZAK THE QUEEN2008」準グランプリ受賞
- ヤングジャンプ「グラビアJAPAN」準グランプリ（2009年）
- YONEX OPEN JAPAN2008「スマッシュクイーン」
- リングス「THE OUTSIDER」ラウンドガール（2008年）
- 日テレジェニック2010
- ニューギン オフィシャルサポーター（2011年）
- 2014年8月31日をもって芸能界を引退した[4]。
- 2015年2月にプロサッカー選手の長谷川アーリアジャスールと結婚[5]。
- 2015年10月に第一子の長男が、2019年1月に第二子の次男が誕生した[6][7]。2023年4月には第三子となる三男を出産した[8]。

## 人物
- 趣味は絵本の読み聞かせ。
- 特技はバスケットボール。
- 保育士と幼稚園教諭の資格を持っている。
- 従妹はモーニング娘。の生田衣梨奈[9]。

## 作品

### 映像作品
AYA
1. AYA Lip Service（2008年2月、ベガファクトリー）
2. VENUS（2008年10月、ポニーキャニオン）

滝川綾
1. Fresh!Eye（2009年1月、グラッソ）
2. 綾色片思い（2010年6月、イーネット・フロンティア）
3. 南国果実（2011年1月、ラインコミュニケーションズ）
4. 優しいあや先生（2011年4月、竹書房）
5. 甘い時間（2012年1月、ソニー・ミュージックディストリビューション）
6. いけない恋（2012年7月、イーネット・フロンティア）
7. 優しい微熱（2012年11月、ラインコミュニケーションズ）
8. 大切なことを教えて（2013年3月、竹書房）

## 出演

### テレビドラマ
- 最後の約束（2010年1月9日、フジテレビ）

### テレビ
- アイドルの穴〜日テレジェニックを探せ!〜（2010年4月10日 - 6月26日）
- ショーバト（2010年7月）
- アイドルリーグ（2010年7月）
- 小熊のベア部屋（2010年8月）
- 紳助社長のプロデュース大作戦!（2010年8月）
- イメ×ドキ（2010年8月）
- 中井正広のブラックバラエティ（2010年9月）
- ウケウリ!!（2010年10月）
- 世界一受けたい授業（2010年10月）
- サンデージャポン（2011年1月）
- 山中秀樹のあそびにマジメ（2011年4月30日 - 12月24日、BSフジ）
- ドライブ A GO!GO!（2011年11月、テレビ東京）
- ゴッドタン（2012年8月、テレビ東京）

### ラジオ
- DJ Tomoaki's Radio Show!（2010年9月9日、下北FM） - アシスタントMC。

### 舞台
- DUO〜デュオ〜（2010年6月） - 主演・三枝すみれ/神山みどり 役
- ザ☆夕方カレー 第4回プロデュース公演『Just you and me』（2011年10月28日 - 30日） - 栗原千夏 役。
- ザ☆夕方カレー 第3回（復活）プロデュース公演『サヨナラ雪』（2012年3月25日 - 28日） - 小原弥生 役。
- Drama Project Decca #4「死神姫の再婚」（2013年3月13日 - 17日、スペース・ゼロ）

### ネット配信
- ロンドンハーツネット配信企画第1弾 IDOL TRAP（2011年9月）

### Web
- どるばこ - どるばこ美女 File No.226。

### CM
- 任天堂 ニンテンドーDS「こうちゃんの幸せ!簡単!お料理レシピ」（2008年）
- カゴメ「野菜生活100」（2008年）
- メガネスーパー（2008年）